# Rhopus adustus
Rhopus adustus är en stekelart som beskrevs av Prinsloo 1989. Rhopus adustus ingår i släktet Rhopus och familjen sköldlussteklar. Inga underarter finns listade i Catalogue of Life.